# 平菇
秀珍菇又名平菇、側耳、糙皮側耳、蠔菇、黑牡丹菇、北風菌、鮑魚菇或天喜菇，其白變種有白玉、白雪、雪花菇，是側耳科側耳屬一个物種，是種相當常見的灰色食用菇。最早的種植紀錄是第一次世界大戰時期為自救的德國，但現時已在全球廣泛作商業種植，以提供食物。平菇的外形跟以同樣理由種植的杏鮑菇、珊瑚菇、鳳尾菇與夏季鮑魚菇等很相似。另外，在工業上平菇也有用於真菌修復。
雖然平菇是一種在野生隨處可見的菇種，在商業種植會用麥桿或其他媒介來培植。它的味道甜中帶苦，是因為含有苯甲醛。

## 命名
平菇的學名是Pleurotus ostreatus。Pleurotus就是指「向側面」的意思，這是因平菇的菌柄是向側面生的。而ostreatus就是指平菇的外形及味道相像的蠔，所以平菇亦有蠔菇之稱。

## 特徵

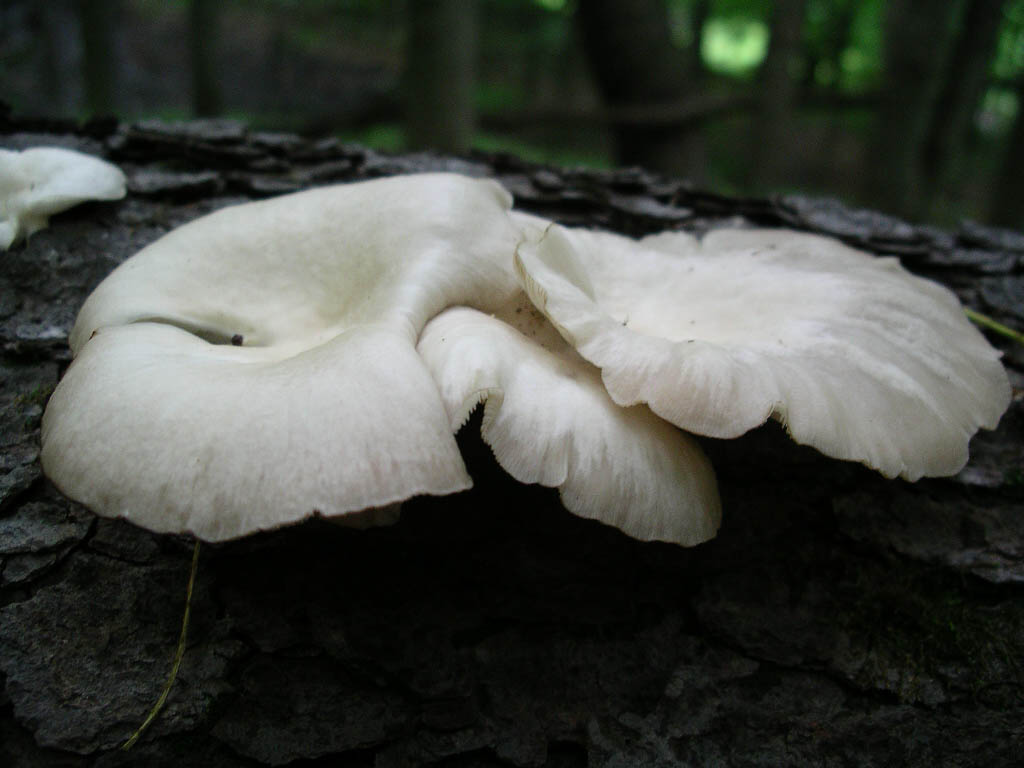
生長在木桌上的平菇

### 菌蓋
平菇的菌蓋幼滑，呈長方形及一般按年齡突出。直徑約50-200毫米。有白色、褐色及藍灰色。邊緣位置同樣幼滑呈波浪形。

### 菌肉
菌肉一般都是白色，有厚有薄。

### 菌褶及菌柄
菌褶延生，通常是白色。菌柄短少，一般是水平及從木中伸出。

### 孢子

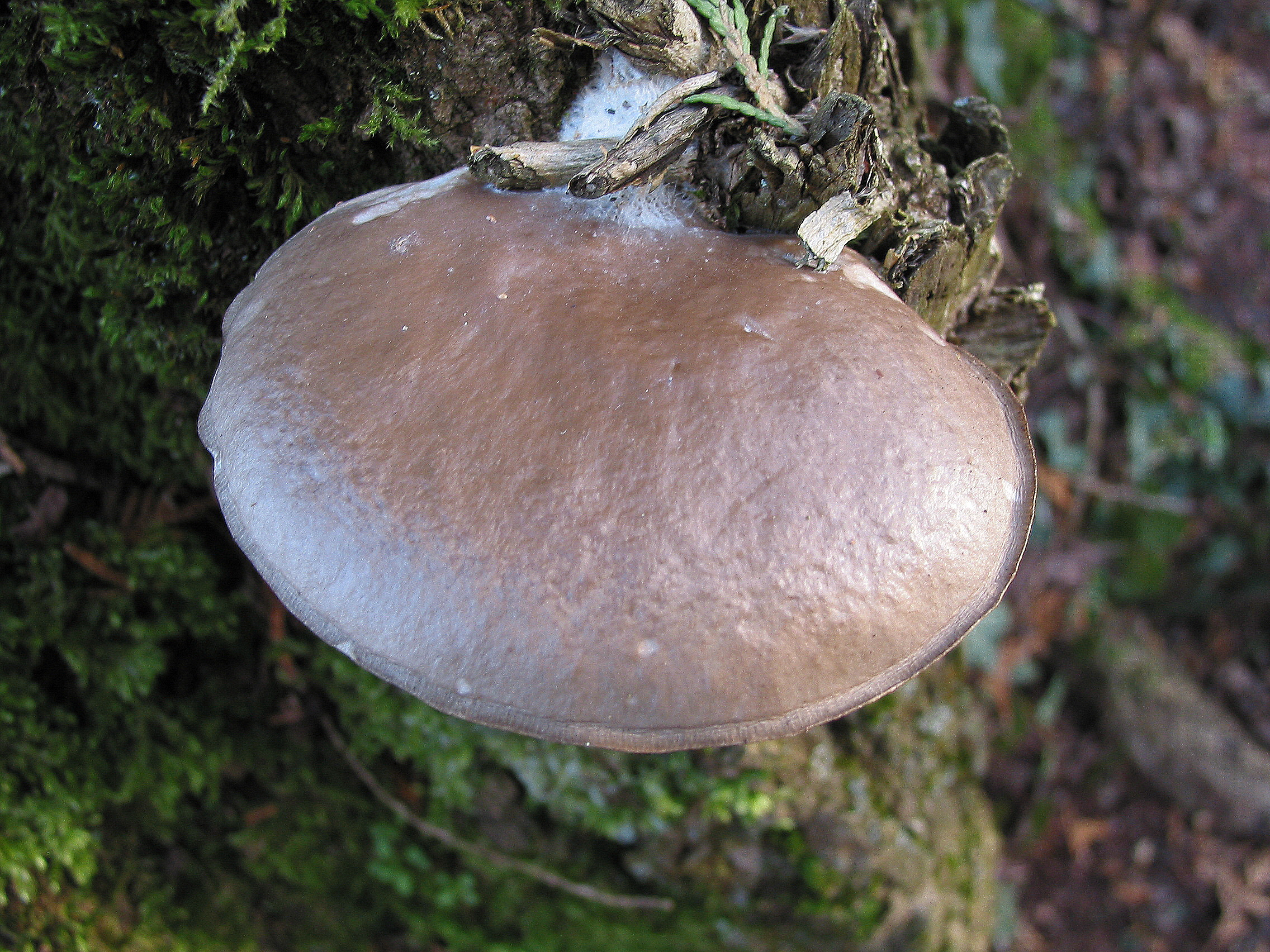
生長在木桌上的平菇

孢子印在黑紙上是白色至淡紫色的。

### 菌絲體
菌絲體是白色及生長蓬勃，容易糾結成粗壯的菌絲。

## 習性

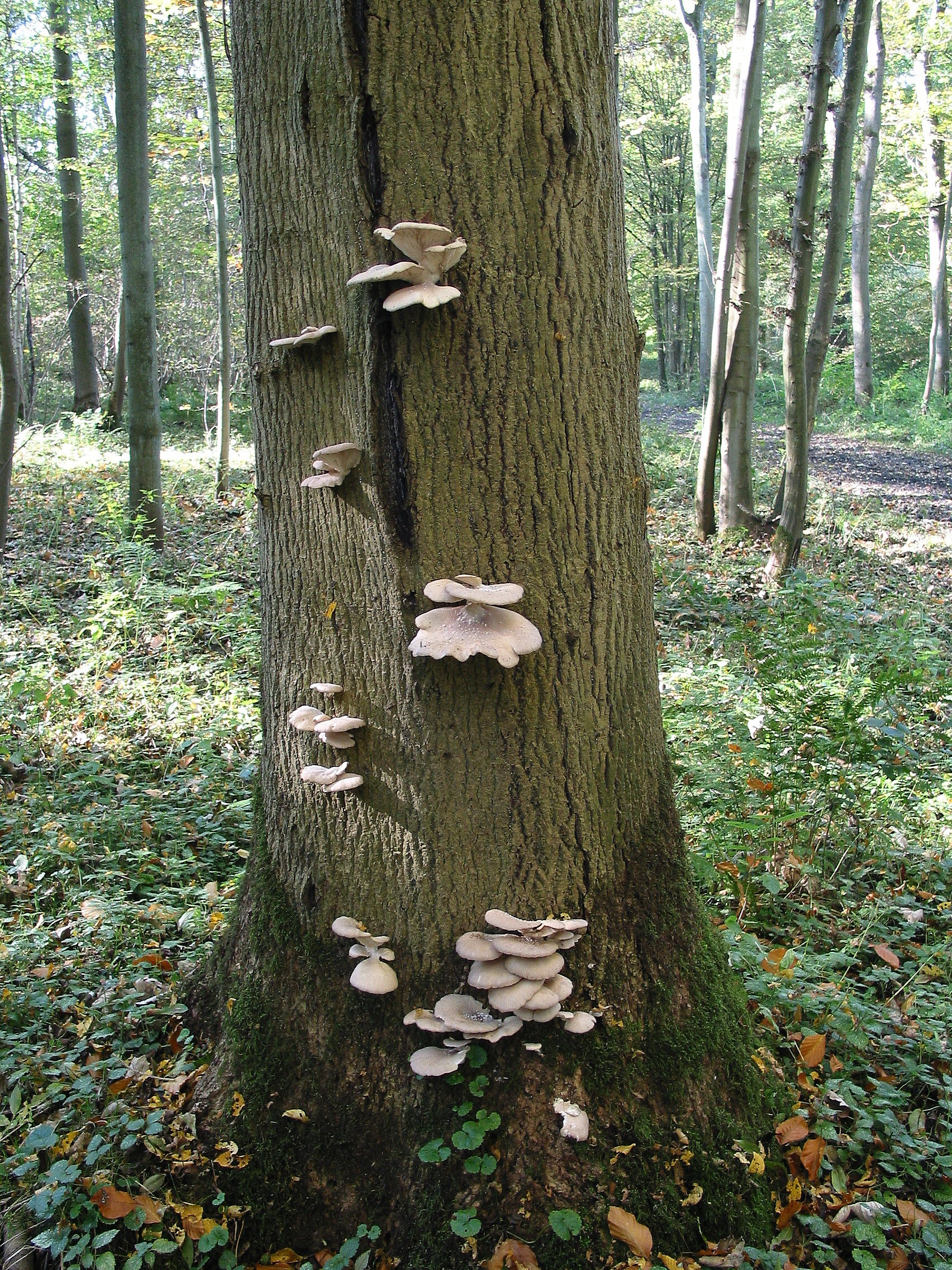
在樹上生長的平菇

平菇在全世界溫帶及亞熱帶的森林裡廣泛分布，就只在北美洲西北部的太平洋沿岸沒有，而被另外兩種同屬的P. pulmonarius和P. populinus取代。
平菇生長在已死去的木頭上。雖然不同的菌株在不同的溫度下結子實，但所有的菌株結子實時都需要潮濕的環境。
平菇是少數已知的肉食菇類，其菌絲體能殺死及消化線蟲動物門生物，並以此吸取氮化物維生。根據位於澳大利亞墨爾本的莫納殊大學一位科學家Michelle Dunstone的研究，她發現平菇的菌絲體會分泌一種名為「pleurotolysin」的蛋白質，這種蛋白質會形成一個甜甜圈形狀的「納米級電鋸」，在被入侵生物的細胞表皮鑽開一個洞，以殺死細胞或在細胞內注入其他物質。

## 延伸閱讀
- Lincoff, G.H. (1981). National Audubon Society Field Guide to North American Mushrooms. Knopf.  ISBN 978-0-394-51992-0
- Spahr, D.L. (2009). Edible and Medicinal Mushrooms of New England and Eastern Canada. North Atlantic Books.  ISBN 978-1-55643-795-3
- Stamets, P. (2000). Growing Gourmet and Medicinal Mushrooms (3. edition). Ten Speed Press.  ISBN 978-1-58008-175-7

## 外部連結
- 平菇在Index Fungorum中的資訊
- Template:MycoBank
- Culinary information regarding oysters
- The effect of Pleurotus ostreatus on cholesterol absorption
- General information including growing oyster mushrooms, market data, and more. （页面存档备份，存于）
- 鮑魚菇（即為平菇） （页面存档备份，存于）
- Mushroom-Collecting.com – Oyster mushrooms （页面存档备份，存于）
- [] Dried shiitake (Lentinulla edodes) and oyster (Pleurotus ostreatus) mushrooms as a good source of nutrient.
- YouTube上的Time-lapse video of oyster mushroom growing to maturity